# Zoveel - Het beste van Gordon
Zoveel - Het beste van Gordon is een Nederlandstalig verzamelalbum van zanger Gordon Heuckeroth uit 2006. Het album bevat 14 hits uit de periode 1991–2003 en 5 nieuwe liedjes.

## Nummers
1. Jij (Ode aan de liefde)*
2. Volg je hart (duet met nichtje Deborah)*
3. Als je maar gelukkig bent (duet met Lange Frans)*
4. Hou me nog 1 keer vast*
5. Zoveel*
6. Kon ik maar even bij je zijn (1991)
7. Blijf je vannacht bij mij (1992)
8. Jong voor altijd (1992)
9. Ik hou van jou (1992)
10. 't Is zo weer voorbij (1993)
11. Ik bel je zomaar even op (1994)
12. Omdat ik zo van je hou (1995)
13. Kijk niet meer om (1995)
14. Never nooit meer (duet met Re-Play) (1999)
15. Ga dan (2001)
16. Caminando (2001)
17. Zolang (2002)
18. Weet dat ik van je hou (duet met Re-Play) (2002)
19. 100% verliefd (duet met Romeo) (2003)

(*)= nieuw

## Uitgebrachte singles
| Single met eventuele hitnotering(en) in de Nederlandse Top 40 | Datum van verschijnen | Datum van binnenkomst | Hoogste positie | Aantal weken | Opmerkingen           |
| ------------------------------------------------------------- | --------------------- | --------------------- | --------------- | ------------ | --------------------- |
| Als je maar gelukkig bent                                     | 2006                  | 11-11-2006            | 69              | 5            | duet met Lange Frans. |
| Hou me nog een keer vast                                      | 2007                  | 21-04-2007            | 15              | 7            |                       |